# 城生柵跡
城生柵跡（じょうのさくあと）は、宮城県加美郡加美町城生にある奈良時代の城柵遺跡。「城生」は現在の地名によるもので、かつてのどの施設に比定するかについては諸説ある。国の史跡に指定されている。

## 概要
1955年（昭和30年）に近くの菜切谷廃寺の調査の際に遺跡の存在が確認され、1976年（昭和51年）以後本格的な調査が行われた。
発掘調査の結果、遺跡は東西350メートル・南北370メートルの規模で周囲に溝を伴った築地が巡っていたことが判明した。敷地内には竪穴建物・掘立柱建物・倉庫の礎石跡などがみられ、北面築地の中央部では八脚門の跡が検出された。他に瓦や土師器・須恵器・鉄器なども出土している。
この遺跡が何らかの官衙の跡であることは確実であるものの、どこの官衙に比定されるかについては諸説がある。玉造柵説・色麻柵説・賀美郡家説などが出されたものの、いずれも反論も出されており、結論が出されていない。だが、その遺構の状況から多賀城などと並んで律令国家による東北地方支配の拠点の1つであったとみられている。